# Franciszek Grabowski (oficer)
Franciszek Grabowski (ur. 8 września 1893 w Gołuchowicach, zm. ?) – podpułkownik dyplomowany piechoty Wojska Polskiego.

## Życiorys
Franciszek Grabowski urodził się 8 września 1893 w Gołuchowicach. Był synem Stanisława i Magdaleny z Żaków. Gimnazjum ukończył w Krakowie, gdzie działał również w Związku Strzeleckim. W czasie I wojny światowej walczył w Legionach Polskich. Był oficerem 2 pułku piechoty. 12 października 1914 awansował na chorążego, 26 maja 1915 na podporucznika, a 1 listopada 1916 na porucznika. W czasie kampanii karpackiej dowodził plutonem 8 kompanii, natomiast w czasie kampanii besarabskiej i wołyńskiej dowodził 7 kompanią. 30 listopada 1917 awansował na kapitana. Następnie pełnił służbę w Polskiej Sile Zbrojnej.
W czasie wojny z Ukraińcami brał udział w walkach w Małopolsce wschodniej dowodząc 1 kompanią 2 pułku piechoty Legionów, później przemianowanego na 8 pułk piechoty Legionów. Następnie dowodził III batalionem 23 pułku piechoty i batalionem zapasowym 35 pułku piechoty. Podczas wojny polsko-bolszewickiej, latem 1920, powierzono mu dowództwo grupy złożonej z trzech batalionów piechoty, dywizjonu 13 pułku artylerii polowej i szwadronu 2 pułku strzelców konnych. Brał udział w walkach nad Bugiem, pod Sławatyczami, Wiszniewem, Parczewem, Chełmem i Dorohuskiem, za udział w których otrzymał kilkakrotnie Krzyż Walecznych. 15 lipca 1920 został zatwierdzony w stopniu majora z dniem 1 kwietnia 1920, w piechocie, w „grupie byłych Legionów Polskich”. We wrześniu 1920 został powołany do kurs informacyjny dla wyższych dowódców w Warszawie, po ukończeniu którego został wyznaczony na stanowisko szefa Oddziału Wyszkolenia Sztabu Dowództwa Okręgu Generalnego „Lublin”, a później Dowództwa Okręgu Korpusu Nr II w Lublinie.

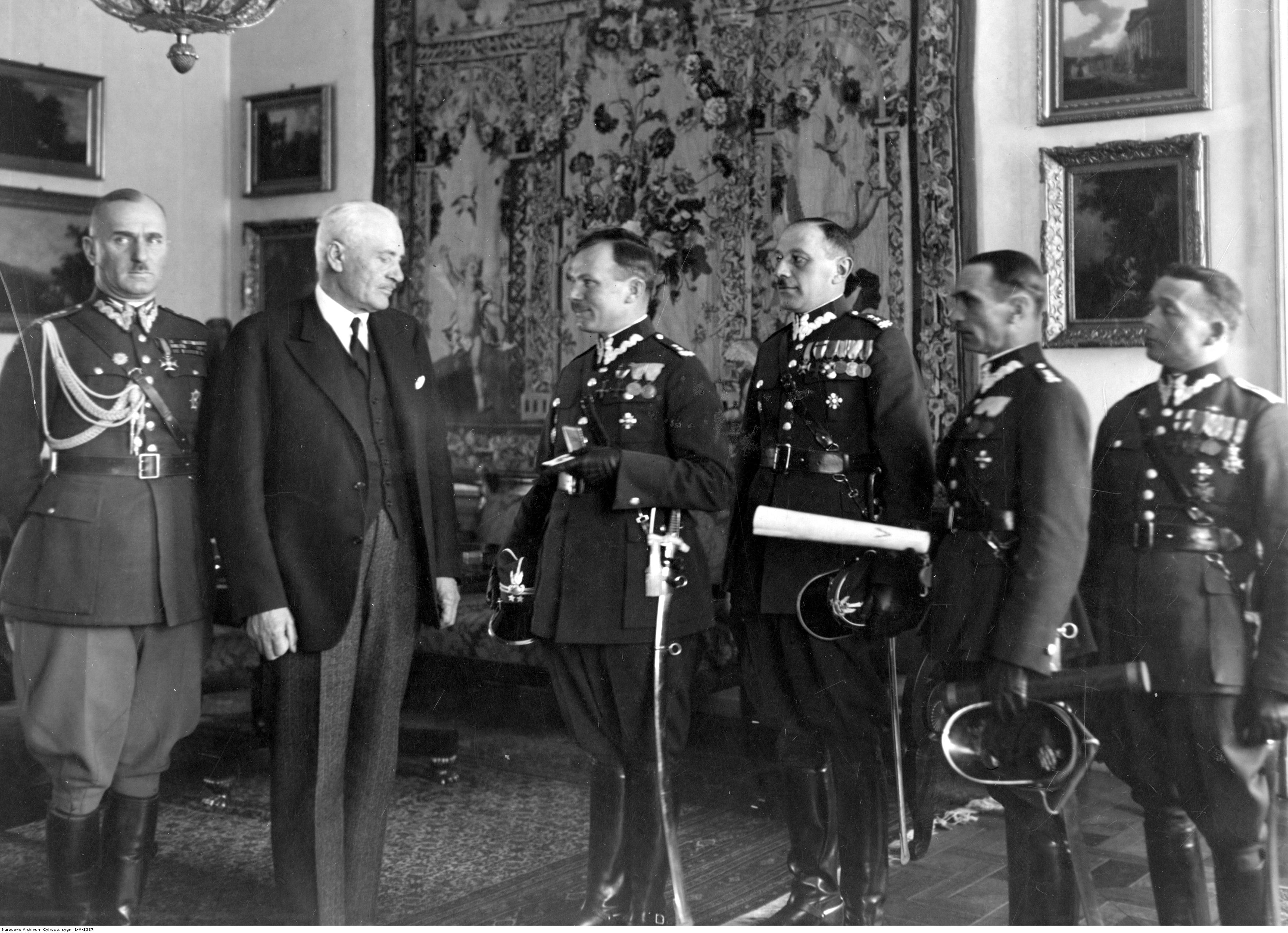
18 stycznia 1933. Wręczenie prezydentowi RP Ignacemu Mościckiemu odznaki pułkowej przez delegację 34 pp. Od lewej: pułkownik Jan Głogowski, Ignacy Mościcki, podpułkownik Franciszek Grabowski.

3 maja 1922 został zatwierdzony w stopniu majora ze starszeństwem z dniem 1 czerwca 1919 i 258. lokatą w korpusie oficerów piechoty, a w lipcu 1922 został zatwierdzony na stanowisku dowódcy III batalionu w 44 pułku piechoty Strzelców Kresowych detaszowanego we Włodzimierzu. Z dniem 1 listopada 1925 został powołany do Wyższej Szkoły Wojennej w Warszawie, w charakterze słuchacza Kursu Normalnego. 3 maja 1926 awansował na podpułkownika ze starszeństwem z dniem 1 lipca 1925 i 21. lokatą w korpusie oficerów piechoty. 28 października 1927, po ukończeniu kursu i uzyskaniu dyplomu naukowego oficera Sztabu Generalnego, został przeniesiony do kadry oficerów piechoty i przydzielony do Oddziału IV Sztabu Generalnego. W listopadzie 1928 został wyznaczony na stanowisko zastępcy dowódcy 68 pułku piechoty we Wrześni. W czerwcu 1930 został przeniesiony do 34 pułku piechoty w Białej Podlaskiej na stanowisko dowódcy. W czerwcu 1934 został przeniesiony do Dowództwa Okręgu Korpusu Nr III w Grodnie na stanowisko szefa sztabu. Do wiosny 1939 roku pełnił służbę w Departamencie Uzupełnień Ministerstwa Spraw Wojskowych na stanowisku oficera sztabowego do spraw inspekcji komend rejonów uzupełnień.
W okresie od 9 maja do 10 września 1939 dowodził 38 pułkiem piechoty Strzelców Lwowskich w Przemyślu. W czasie kampanii wrześniowej dostał się do niewoli niemieckiej. Osadzony został w obozie jenieckim Oflag VII A Murnau.

## Ordery i odznaczenia
- Krzyż Niepodległości (6 czerwca 1931)[15]
- Krzyż Kawalerski Orderu Odrodzenia Polski (11 listopada 1937)[16]
- Krzyż Walecznych (czterokrotnie, po raz pierwszy w 1921)[17]
- Złoty Krzyż Zasługi (16 marca 1934)[18]
- Medal Pamiątkowy za Wojnę 1918–1921
- Medal Dziesięciolecia Odzyskanej Niepodległości